# Éguelshardt
Éguelshardt – miejscowość i gmina we Francji, w regionie Grand Est, w departamencie Mozela.
Według danych na rok 1990 gminę zamieszkiwało 371 osób, a gęstość zaludnienia wynosiła 22 osób/km² (wśród 2335 gmin Lotaryngii Éguelshardt plasuje się na 686. miejscu pod względem liczby ludności, natomiast pod względem powierzchni na miejscu 271.).